# Brezik (Brčko)
Pour les articles homonymes, voir Brezik.
Brezik (en serbe cyrillique : Брезик) est un village de Bosnie-Herzégovine. Il est situé dans le district de Brčko. Selon les premiers résultats du recensement de 2013, il compte 616 habitants.

## Géographie
Le village est situé au bord de la Save (un affluent du Danube), ainsi qu'au bord des rivières Blizna et Gabela, deux affluents de la Save.

## Démographie

### Évolution historique de la population dans la localité
| 1948 | 1953 | 1961 | 1971 | 1981  | 1991 | 2013 |
| ---- | ---- | ---- | ---- | ----- | ---- | ---- |
| -    | -    | 553  | 620  | 1 147 | 413  | 616  |

|  |